# Alois Mosbacher
Alois Mosbacher (* 1954 in Strallegg, Steiermark) ist ein österreichischer bildender Künstler.

## Werk
Alois Mosbachers Werk reicht von der figurativen und abstrakten Malerei bis in den installativen Bereich. Er zählt zu den wesentlichen Repräsentanten der Neuen Malerei der 1980er Jahre.
Alois Mosbacher tritt seit den frühen 1980er Jahren alle vier oder fünf Jahre mit einer Bilderreihe in Erscheinung, die aktiv in die internationale Malereidiskussion eingreift. So entstand über die Jahre hinweg ein höchst relevantes Werk.
Mosbacher zeigte seine Werke u. a. in Ausstellungen in der Galerie Krinzinger, im Aargauer Kunsthaus, in der Neuen Galerie Graz und im Museum Moderner Kunst Stiftung Ludwig, sowie mit Erwin Wurm im Kunstverein Bremen.

## Ehrungen und Auszeichnungen
- 2014: Österreichischer Kunstpreis für Bildende Kunst[3]
- 2012: Würdigungspreis für Bildende Kunst, Kulturpreis des Landes Niederösterreich
- 2001: Georg-Eisler-Preis[4]
- 1994: Preis der Stadt Wien für Bildende Kunst
- 1979: Kunstpreis des Landes Steiermark[5]

## Ausstellungen (Auswahl)
Einzelausstellungen
- 2023: Palinops. Belvedere 21, Wien[6]
- 2022: Alois Mosbacher. Kunsthaus Köflach[7]
- 2019: Der Schatten des Fauns, Galerie 422, Margund Lössl, Gmunden[8]
- 2018: Langsames Spiel, Galerie Trapp, Salzburg[9]
- 2018: Alois Mosbacher – Bessere Sicht, galerie gölles, Fürstenfeld[10]
- 2016: Alois Mosbacher: Neue Arbeiten – Malerei, Galerie Marenzi, Leibnitz[11]
- 2016: Alois Mosbacher: Outta Space, Galerie Patrick Ebensperger Berlin[12]
- 2015: Zeit für A * Zeit für F, Kunsthaus Mürzzuschlag[13]
- 2015: Frühe Lust, Galerie Trapp, Salzburg[14]
- 2014: Möblierung der Wildnis, Lentos Kunstmuseum Linz[15]
- 2014: Printemps, Haus der Kunst St. Josef, Solothurn, Schweiz[16]
- 2014: Beam Me Up, Galerie Warhus Rittershaus, Köln[17]
- 2013: Alb, Galerie Reinisch Contemporary, Graz[18]
- 2012: Beam me up, Scotty! Galerie Altnöder, Salzburg[19]
- 2011: 4 seasons, Kunsthaus Baselland, Basel[20]
- 2010: Outside Fiction, Neue Galerie Graz[21]

Gruppenausstellungen
- 2019: Land(E)scapes, Landschaftsdarstellungen in der zeitgenössischen Kunst, Kunsthaus Mürzzuschlag[22]
- 2018: Intriguing Uncertainties, Contemporary art exhibition, The Parkview Museum, Singapur[23]
- 2018: Die 90er Jahre, Ein Wiener Diwan, Wien Museum MUSA, Wien[24]
- 2018: KUNSTradln in Millstatt
- 2017: Bridging Asia-Europe, The Parkview Museum, Singapur[25]
- 2016: Paper Work III, Galerie Gerersdorfer, Wien[26]
- 2016: Intrigantes Incertitudes, Dessin contemporain, Musée d’Art Moderne et Contemporain Saint-Étienne Métropole[27]
- 2015: Nahe Ferne oder Einfach gute Kunst, Landesmuseum Niederösterreich[28]
- 2015: Die wilden Jahre, Essl Museum Sammlung Essl, Klosterneuburg[29]
- 2013: Neunzehnhundertsiebzig, Die Sammlung Toni Gerber, Kunstmuseum Luzern[30]
- 2006: Landscape in your mind, Austrian Cultural Forum New York, USA[31]
- 2004: Neue Wilde – Eine Entwicklung, Sammlung Essl, Klosterneuburg[32]

## Öffentliche Sammlungen (Auswahl)
- Albertina (Wien)[33]
- Sammlung Essl, Klosterneuburg
- Österreichische Galerie Belvedere, Wien
- MUMOK, Wien